# Unihockey-Weltmeisterschaft 2018

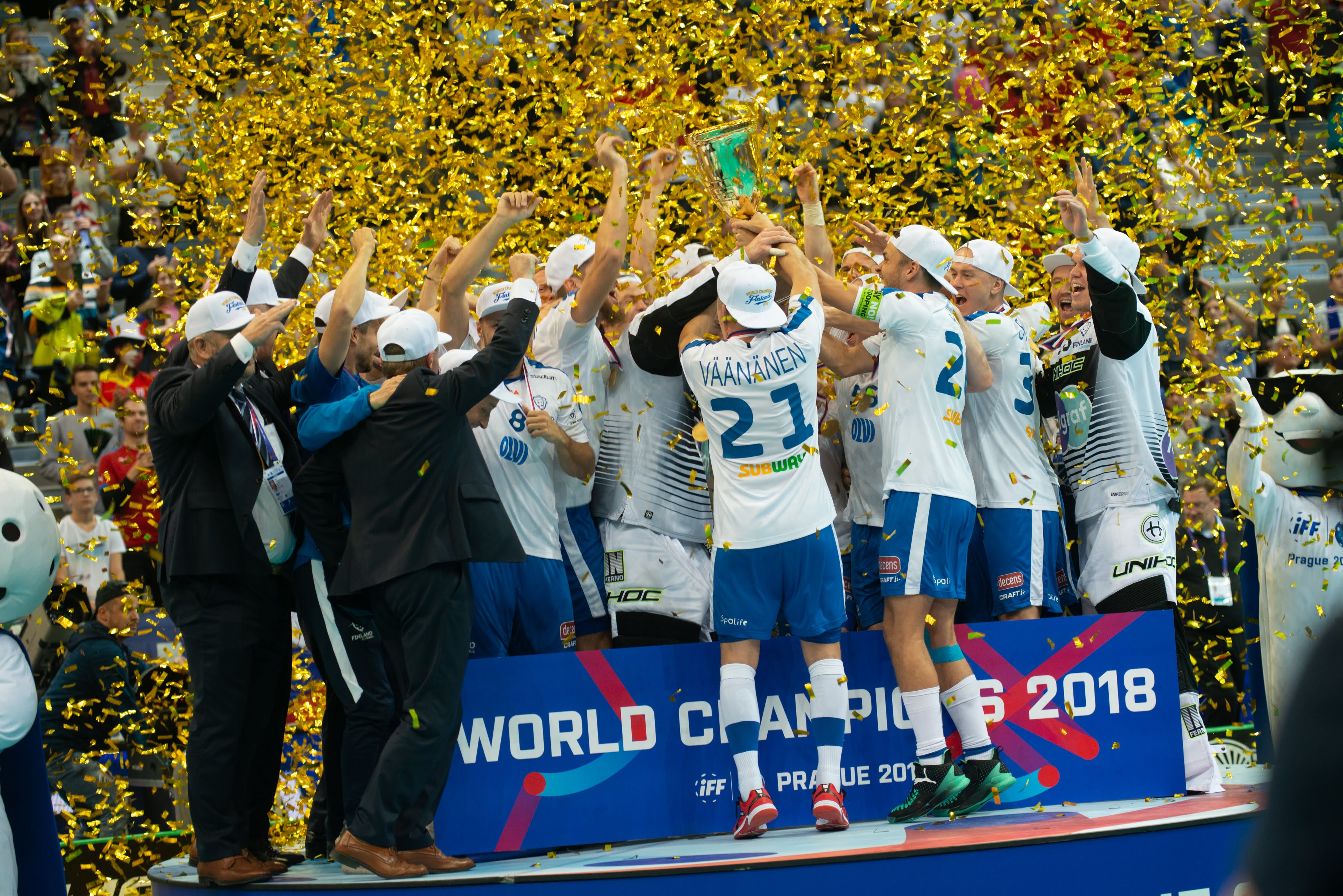
Jubel des Weltmeisters Finnland nach dem 6:3-Sieg gegen Schweden im Finale 2018.

Die Endrunde der 12. Unihockey-Weltmeisterschaft der Herren wurde vom 1. bis 9. Dezember 2018 in Prag, Tschechien, ausgetragen.

## Veranstaltungsort
Die Spiele der Unihockey-Weltmeisterschaft 2018 fanden in Prag statt. Spielorte waren die O2 Arena und die Sparta-Arena.

## Qualifikation
Insgesamt nahmen 32 Mannschaften an den kontinentalen Qualifikationsrunden teil. Die Qualifikationsturniere wurden zwischen dem 22. Januar und 4. Februar 2018 ausgetragen. Die 16 Plätze für die Endrunde wurden wie folgt vergeben:
- Europa: 11 Teilnehmer (inkl. Gastgeber Tschechien)
- Amerika: 1 Teilnehmer
- Asien und Ozeanien: 4 Teilnehmer

Der Iran hat noch vor dem Qualifikationsturnier bekanntgegeben, dass man in Folge finanzieller Schwierigkeiten nicht antreten werde.

### Teilnehmer
Gastgeber Tschechien war automatisch qualifiziert.
| 11 aus Europa       | Tschechien | Finnland | Schweden    | Schweiz  |
| inklusive Gastgeber | Norwegen   | Dänemark | Lettland    | Estland  |
|                     | Slowakei   | Polen    | Deutschland |          |
| 1 aus Amerika       | Kanada     |          |             |          |
| 4 aus Asien         | Australien | Singapur | Japan       | Thailand |

## Modus
Es wurde in vier Gruppen à vier Teams gespielt. In Gruppe A und B spielten hierbei die acht in der Weltrangliste am besten platzierten Teilnehmer, in den Gruppen C und D die restlichen Teams. Die Auslosung der Teams in die Gruppen erfolgte nach folgendem Schema.
|  | Direkt für das Viertelfinale qualifiziert |
|  | Für Playoff-Runde qualifiziert            |

| Gruppe A  | Gruppe B  | Gruppe C    | Gruppe D    |
| --------- | --------- | ----------- | ----------- |
| Platz 1–4 | Platz 1–4 | Platz 9–12  | Platz 9–12  |
| Platz 1–4 | Platz 1–4 | Platz 9–12  | Platz 9–12  |
| Platz 5–8 | Platz 5–8 | Platz 13–16 | Platz 13–16 |
| Platz 5–8 | Platz 5–8 | Platz 13–16 | Platz 13–16 |

Die beiden Erstplatzierten der Gruppen A und B qualifizierten sich nach der Gruppenphase direkt für das Viertelfinale, die Dritt- und Viertplatzierten spielten eine Playoff-Runde gegen die beiden Erstplatzierten der Gruppen C und D. Die Sieger dieser Playoff-Runde qualifizierten sich ebenfalls für das Viertelfinale.

## Auslosung
Die Teams wurden gemäß ihrer Platzierung in der Weltrangliste in vier Töpfe aufgeteilt. (In Klammern die aktuelle Position.)
| Topf 1         | Topf 2          | Topf 3          | Topf 4        |
| -------------- | --------------- | --------------- | ------------- |
| Finnland (1)   | Dänemark (5)    | Estland (9)     | Polen (14)    |
| Schweden (2)   | Norwegen (6)    | Slowakei (10)   | Japan (16)    |
| Schweiz (3)    | Lettland (7)    | Kanada (12)     | Singapur (17) |
| Tschechien (4) | Deutschland (8) | Australien (13) | Thailand (22) |

Die Mannschaften wurden nacheinander beginnend mit Topf 4 aus den Töpfen gezogen. Die Mannschaften aus Topf 3 und 4 wurden alternierend auf Gruppe C und D verteilt, die Mannschaften der Töpfe 1 und 2 auf Gruppe A und B. Die Auslosung ergab folgende Gruppen.
| Gruppe A    | Gruppe B | Gruppe C   | Gruppe D |
| ----------- | -------- | ---------- | -------- |
| Lettland    | Norwegen | Australien | Japan    |
| Deutschland | Schweden | Polen      | Kanada   |
| Schweiz     | Finnland | Thailand   | Singapur |
| Tschechien  | Dänemark | Estland    | Slowakei |

## Gruppenspiele

### Gruppe A
| Platz | Land        | Sp | S | U | N | +  | -  | Pkt |
| ----- | ----------- | -- | - | - | - | -- | -- | --- |
| 1.    | Tschechien  | 3  | 2 | 0 | 1 | 19 | 13 | 4   |
| 2.    | Schweiz     | 3  | 2 | 0 | 1 | 24 | 10 | 4   |
| 3.    | Deutschland | 3  | 1 | 0 | 2 | 11 | 27 | 2   |
| 4.    | Lettland    | 3  | 1 | 0 | 2 | 11 | 15 | 2   |

| Schweiz | 7 | – | 3 | Lettland | 1. Dezember 2018 | O2 Arena, Prag |

| Deutschland | 5 | – | 10 | Tschechien | 1. Dezember 2018 | O2 Arena, Prag |

| Schweiz | 13 | – | 1 | Deutschland | 2. Dezember 2018 | O2 Arena, Prag |

| Lettland | 4 | – | 3 | Tschechien | 2. Dezember 2018 | O2 Arena, Prag |

| Lettland | 4 | – | 5 | Deutschland | 3. Dezember 2018 | O2 Arena, Prag |

| Tschechien | 6 | – | 4 | Schweiz | 4. Dezember 2018 | O2 Arena, Prag |

### Gruppe B
| Platz | Land     | Sp | S | U | N | +  | -  | Pkt |
| ----- | -------- | -- | - | - | - | -- | -- | --- |
| 1.    | Schweden | 3  | 3 | 0 | 0 | 39 | 5  | 6   |
| 2.    | Finnland | 3  | 2 | 0 | 1 | 20 | 7  | 4   |
| 3.    | Norwegen | 3  | 1 | 0 | 2 | 11 | 21 | 2   |
| 4.    | Dänemark | 3  | 0 | 0 | 3 | 4  | 41 | 0   |

| Finnland | 4 | – | 5 | Schweden | 1. Dezember 2018 | O2 Arena, Prag |

| Dänemark | 3 | – | 9 | Norwegen | 2. Dezember 2018 | O2 Arena, Prag |

| Finnland | 7 | – | 1 | Dänemark | 3. Dezember 2018 | O2 Arena, Prag |

| Schweden | 9 | – | 1 | Norwegen | 3. Dezember 2018 | O2 Arena, Prag |

| Norwegen | 1 | – | 9 | Finnland | 4. Dezember 2018 | O2 Arena, Prag |

| Schweden | 25 | – | 0 | Dänemark | 4. Dezember 2018 | Sparta-Arena, Prag |

### Gruppe C
| Platz | Land       | Sp | S | U | N | +  | -  | Pkt |
| ----- | ---------- | -- | - | - | - | -- | -- | --- |
| 1.    | Estland    | 3  | 3 | 0 | 0 | 26 | 12 | 6   |
| 2.    | Australien | 3  | 2 | 0 | 1 | 13 | 16 | 4   |
| 3.    | Polen      | 3  | 1 | 0 | 2 | 10 | 10 | 2   |
| 4.    | Thailand   | 3  | 0 | 0 | 3 | 9  | 20 | 0   |

| Australien | 5 | – | 11 | Estland | 1. Dezember 2018 | Sparta-Arena, Prag |

| Polen | 5 | – | 2 | Thailand | 1. Dezember 2018 | Sparta-Arena, Prag |

| Estland | 4 | – | 3 | Polen | 2. Dezember 2018 | Sparta-Arena, Prag |

| Australien | 4 | – | 2 | Polen | 3. Dezember 2018 | Sparta-Arena, Prag |

| Estland | 11 | – | 4 | Thailand | 3. Dezember 2018 | Sparta-Arena, Prag |

| Thailand | 3 | – | 4 | Australien | 4. Dezember 2018 | O2 Arena, Prag |

### Gruppe D
| Platz | Land     | Sp | S | U | N | +  | -  | Pkt |
| ----- | -------- | -- | - | - | - | -- | -- | --- |
| 1.    | Slowakei | 3  | 3 | 0 | 0 | 45 | 6  | 6   |
| 2.    | Kanada   | 3  | 1 | 1 | 1 | 21 | 18 | 3   |
| 3.    | Singapur | 3  | 1 | 1 | 1 | 15 | 27 | 3   |
| 4.    | Japan    | 3  | 0 | 0 | 3 | 8  | 38 | 0   |

| Kanada | 3 | – | 12 | Slowakei | 1. Dezember 2018 | Sparta-Arena, Prag |

| Slowakei | 15 | – | 1 | Japan | 2. Dezember 2018 | Sparta-Arena, Prag |

| Kanada | 4 | – | 4 | Singapur | 2. Dezember 2018 | Sparta-Arena, Prag |

| Singapur | 9 | – | 5 | Japan | 3. Dezember 2018 | O2 Arena, Prag |

| Slowakei | 18 | – | 2 | Singapur | 4. Dezember 2018 | O2 Arena, Prag |

| Japan | 2 | – | 14 | Kanada | 4. Dezember 2018 | Sparta-Arena, Prag |

## Play-offs

### Zwischenrunde
| 5. Dezember 2018 15:30 Uhr | Lettland    | 6:1 (2:1, 0:0, 4:0)   | Slowakei   | O2 Arena, Prag Zuschauer: 7069    |
| 5. Dezember 2018 12:45 Uhr | Dänemark    | 3:2 (1:0, 0:1, 2:1)   | Estland    | O2 Arena, Prag Zuschauer: 4013    |
| 5. Dezember 2018 15:30 Uhr | Norwegen    | 10:00 (3:0, 4:0, 3:0) | Australien | Sparta-Arena, Prag Zuschauer: 365 |
| 5. Dezember 2018 18:30 Uhr | Deutschland | 7:2 (2:1, 3:1, 2:0)   | Kanada     | Sparta-Arena, Prag Zuschauer: 282 |

### Viertelfinale
| 6. Dezember 2018 16:30 Uhr | Schweiz    | 3:2 n.SD. (1:1, 0:0, 1:1, 1:0) | Norwegen    | O2 Arena, Prag Zuschauer: 3977 |
| 6. Dezember 2018 19:30 Uhr | Tschechien | 10:10 (3:1, 4:0, 3:0)          | Dänemark    | O2 Arena, Prag Zuschauer: 5073 |
| 7. Dezember 2018 15:10 Uhr | Schweden   | 14:10 (7:0, 5:1, 2:0)          | Lettland    | O2 Arena, Prag Zuschauer: 3871 |
| 7. Dezember 2018 18:00 Uhr | Finnland   | 6:1 (2:0, 2:1, 2:0)            | Deutschland | O2 Arena, Prag Zuschauer: 3772 |

### Halbfinale
| 8. Dezember 2018 16:00 Uhr | Tschechien | 2:7 (0:1, 0:2, 2:4)                   | Finnland | O2 Arena, Prag Zuschauer: 12811 |
| 8. Dezember 2018 19:00 Uhr | Schweden   | 6:5 n.PS. (1:1, 2:1, 1:2, 0:0 \| 4:3) | Schweiz  | O2 Arena, Prag Zuschauer: 10267 |

### Spiel um Platz 3
| 9. Dezember 2018 13:00 Uhr | Tschechien | 2:4 (1:2, 1:1, 0:1) | Schweiz | O2 Arena, Prag Zuschauer: 16112 |

### Finale
| 9. Dezember 2018 16:00 Uhr | Finnland | 6:3 (1:0, 1:1, 4:2) | Schweden | O2 Arena, Prag Zuschauer: 16276 |

## Platzierungsspiele

### Spiele um Platz 13–16
| 6. Dezember 2018 09:30 Uhr | Singapur | 3:4 (1:0, 1:3, 1:1) | Thailand | Sparta-Arena, Prag Zuschauer: 937 |
| 6. Dezember 2018 12:30 Uhr | Polen    | 6:2 (3:0, 1:1, 2:1) | Japan    | Sparta-Arena, Prag Zuschauer: 634 |

#### Spiel um Platz 15
| 7. Dezember 2018 09:30 Uhr | Singapur | 2:4 (1:3, 1:0, 0:1) | Japan | Sparta-Arena, Prag Zuschauer: 1124 |

#### Spiel um Platz 13
| 7. Dezember 2018 12:30 Uhr | Thailand | 1:9 (0:5, 1:2, 0:2) | Polen | Sparta-Arena, Prag Zuschauer: 763 |

### Spiele um Platz 9–12
| 6. Dezember 2018 15:30 Uhr | Australien | 03:12 (2:2, 0:4, 1:6) | Slowakei | Sparta-Arena, Prag Zuschauer: 312 |
| 6. Dezember 2018 18:30 Uhr | Kanada     | 2:9 (1:4, 1:1, 0:4)   | Estland  | Sparta-Arena, Prag Zuschauer: 228 |

#### Spiel um Platz 11
| 7. Dezember 2018 15:30 Uhr | Australien | 5:6 (3:0, 2:3, 0:3) | Kanada | Sparta-Arena, Prag Zuschauer: 320 |

#### Spiel um Platz 9
| 7. Dezember 2018 18:30 Uhr | Slowakei | 7:5 (1:3, 3:1, 3:1) | Estland | Sparta-Arena, Prag Zuschauer: 572 |

### Spiele um Platz 5–8
| 8. Dezember 2018 11:00 Uhr | Lettland | 6:5 n.PS. (1:2, 1:1, 3:2, 0:0 \| 2:0) | Norwegen    | Sparta-Arena, Prag Zuschauer: 575 |
| 8. Dezember 2018 13:00 Uhr | Dänemark | 2:4 (1:0, 0:2, 1:2)                   | Deutschland | O2 Arena, Prag Zuschauer: 3893    |

#### Spiel um Platz 7
| 9. Dezember 2018 10:00 Uhr | Dänemark | 5:9 (1:4, 3:3, 1:2) | Norwegen | Sparta-Arena, Prag Zuschauer: 246 |

#### Spiel um Platz 5
| 9. Dezember 2018 10:00 Uhr | Deutschland | 3:5 (0:2, 2:2, 1:1) | Lettland | O2 Arena, Prag Zuschauer: 4222 |

## Abschlussplatzierungen
| RF | Team        |
| -- | ----------- |
| 1  | Finnland    |
| 2  | Schweden    |
| 3  | Schweiz     |
| 4  | Tschechien  |
| 5  | Lettland    |
| 6  | Deutschland |
| 7  | Norwegen    |
| 8  | Dänemark    |
| 9  | Slowakei    |
| 10 | Estland     |
| 11 | Kanada      |
| 12 | Australien  |
| 13 | Polen       |
| 14 | Thailand    |
| 15 | Japan       |
| 16 | Singapur    |

### All-star team
- Bester Torhüter:  Pascal Meier
- Beste Verteidiger:  Emil Johansson,  Robin Nilsberth
- Bester Center:  Joonas Pylsy
- Beste Angreifer:  Adam Delong,  Kim Nilsson

## Erfolge
Zuschauer
Neuer Gesamtrekord: 181.518
Neuer Zuschauerrekord für einen Tag: 36.856
Neuer Zuschauerrekord für ein Spiel: 16.276
Fernsehen
Die Spiele der WM wurden in insgesamt elf Länder ausgestrahlt, neuer Rekord.
Das Finale hatte im Fernsehen 1,2 Millionen Zuschauer und das Bronzespiel 467 000 Zuschauer, das sind jedoch nur die Angaben der vier Länder Schweiz, Tschechien, Schweden und Finnland.
YouTube
Die Spiele auf dem offiziellen YouTube-Kanal von IFF wurden etwa 19,5 Millionen Minuten geschaut. Das sind etwa 13.680 Tage.
Schweden machte 18 % der Zuschauerminuten aus.
IFF Mobile App
Die „IFF Mobile App“ wurde in der Woche vor der WM etwa 6000 Mal heruntergeladen. Im Gesamten zählt die App ca. 57.030 Downloads.
Die meisten Downloads verzeichnet Schweden mit 5980 Downloads.